# Brudeferden i Hardanger
 For alternative betydninger, se Brudefærden i Hardanger (ballet). (Se også artikler, som begynder med Brudefærden i Hardanger (ballet))
Brudeferden i Hardanger er en norsk film fra 1926, efter historien Marit Skjølte af Kristofer Janson. Filmen er restaureret og bevaret.
Filmen var instrueret og produceret af Rasmus Breistein, og blev fotograferet og klippet af Gunnar Nilsen-Vig.
Filmen fortæller historien om Marit Skjølte, som af kærlighed til Anders bliver i Norge da hendes forældre emigrerer til Amerika. Anders og Marit forlover sig, før han rejser væk på arbejde i nogen år. Da han kommer igen har han forlovet sig med den rige Kari Bjørve, noget Marit først får at vide på deres bryllupsdag, og hendes store drøm om lykken bliver knust.
Der går mange år, og vi møder igen Marit som en velstående enke som bor sammen med sine to børn, Eli og Vigleik. Anders har mistet sin kone, og modgang og ulykke har gjort ham til en fattig mand, som bor på en husmannsplass sammen med sin eneste søn Bård.
Marit elsker fortsat Anders, men er for stolt til at vise det, men til sidst sker der noget som bryder skellet mellem de to, da der opstår kærlighed mellem Eli og Bård.
Filmen blev i 1999 lanceret i en nyrestatureret version, med ny musik baseret på den originale spillelistene, skrevet af Halldor Krogh.
I 2007 blev endnu en ny version lanceret, denne gang på DVD, og et par hundrede meter længere.

## Rolleliste
- Aase Bye - Marit Skjølte som ung
- Gunhild Schytte-Jacobsen - Marit Skjølte som gammel
- Henry Gleditsch - Anders Bjåland som ung
- Alfred Maurstad - Vigleik, Marits søn
- Annik Saxegaard - Eli, Marits datter
- Oscar Larsen - Anders Bjåland som gammel
- Martin Fiksen - Bård, Anders Bjålands søn
- Dagmar Myhrvold - Kari Bjørve
- Vilhelm Lund - Tore Skjølte
- Henny Skjønberg - Tores mor
- Gustav Berg-Jæger - præsten
- Edel Johansen
- Emma Juel
- Ole Leikvang
- Rasmus Rasmussen
- Ernst Sem-Johansen

## Eksterne henvisninge r
- Brudeferden i Hardanger på Internet Movie Database (engelsk)
- Brudeferden i Hardanger på Filmdatabasen
- Brudeferden i Hardanger i Nasjonalbibliotekets filmografi (bokmål)
- Brudeferden i Hardanger i Svensk Filmdatabas (svensk)
- Brudeferden i Hardanger på MovieMeter (nederlandsk)
- Brudeferden i Hardanger på AllMovie (engelsk)
- Brudeferden i Hardanger på The Movie Database (engelsk)
- Brudeferden i Hardanger på Filmaffinity (engelsk)